# Malcolm Howard
Malcolm Howard (Victoria, 7 de febrero de 1983) es un deportista canadiense que compitió en remo, campeón olímpico, campeón mundial y doble ganador de la Regata Oxford-Cambridge.
Participó en dos Juegos Olímpicos de Verano, obteniendo dos medallas, oro en Pekín 2008 y plata en Londres 2012, en la prueba de ocho con timonel.
Ganó cinco medallas en el Campeonato Mundial de Remo entre los años 2004 y 2011.

## Trayectoria
En los Juegos Olímpicos de Pekín 2008 obtuvo la medalla de oro en el ocho con timonel (junto con Kevin Light, Benjamin Rutledge, Andrew Byrnes, Jacob Wetzel, Dominic Seiterle, Adam Kreek, Kyle Hamilton y Brian Price), quedando por delante de los botes del Reino Unido y Estados Unidos. Por su victoria olímpica, fue nombrado miembro del Salón de la Fama de Columbia Británica, junto con sus compañeros del ocho con timonel.
En Londres 2012 participó en la misma prueba y ganó la medalla de plata, al quedar segundo en la final tras el bote de Alemania. Esta vez sus compañeros de bote fueron Gabriel Bergen, Douglas Csima, Robert Gibson, Conlin McCabe, Andrew Byrnes, Jeremiah Brown, William Crothers y Brian Price.
Estudió Biología en la Universidad de Harvard, y cursó un posgrado en Investigación en Medicina Clínica en la Universidad de Oxford. En esa época estuvo inscrito en el club de remo de la Universidad (Oxford University Boat Club). Fue un componente del bote ganador de la Regata Oxford-Cambridge en los años 2013 y 2014.

## Palmarés internacional
| Juegos Olímpicos   | Juegos Olímpicos      | Juegos Olímpicos  | Juegos Olímpicos   |
| Año                | Lugar                 | Medalla           | Prueba             |
| ------------------ | --------------------- | ----------------- | ------------------ |
| 2008               | Pekín (China)         | Medalla de oro    | Ocho con timonel   |
| 2012               | Londres (Reino Unido) | Medalla de plata  | Ocho con timonel   |
| Campeonato Mundial |                       |                   |                    |
| Año                | Lugar                 | Medalla           | Prueba             |
| 2004               | Bañolas (España)      | Medalla de plata  | Cuatro con timonel |
| 2006               | Eton (Reino Unido)    | Medalla de bronce | Dos sin timonel    |
| 2007               | Múnich (Alemania)     | Medalla de oro    | Ocho con timonel   |
| 2009               | Poznań (Polonia)      | Medalla de plata  | Ocho con timonel   |
| 2011               | Bled (Eslovenia)      | Medalla de bronce | Ocho con timonel   |